# Bitva u Camlannu
Bitva u Camlannu (velšsky Gwaith Camlan nebo Brwydr Camlan) je legendární závěrečná bitva krále Artuše na počátku 6. století, ve které Artuš buď zemřel, nebo byl smrtelně zraněn v boji s Mordredem či proti němu. Mordred měl během tohoto boje rovněž zemřít. Její středověké vylíčení obvykle vychází z tragického konfliktu popsaného v pseudohistorické kronice Historia Regum Britanniae (sepsané pravděpodobně kolem roku 1136), jejímž autorem je Geoffrey z Monmouthu, a jejích variant v pozdější rytířské romantické tradici, k nimž patří vyprávění ve stále populárním románu Le Morte d'Arthur Thomase Maloryho.

## Etymologie

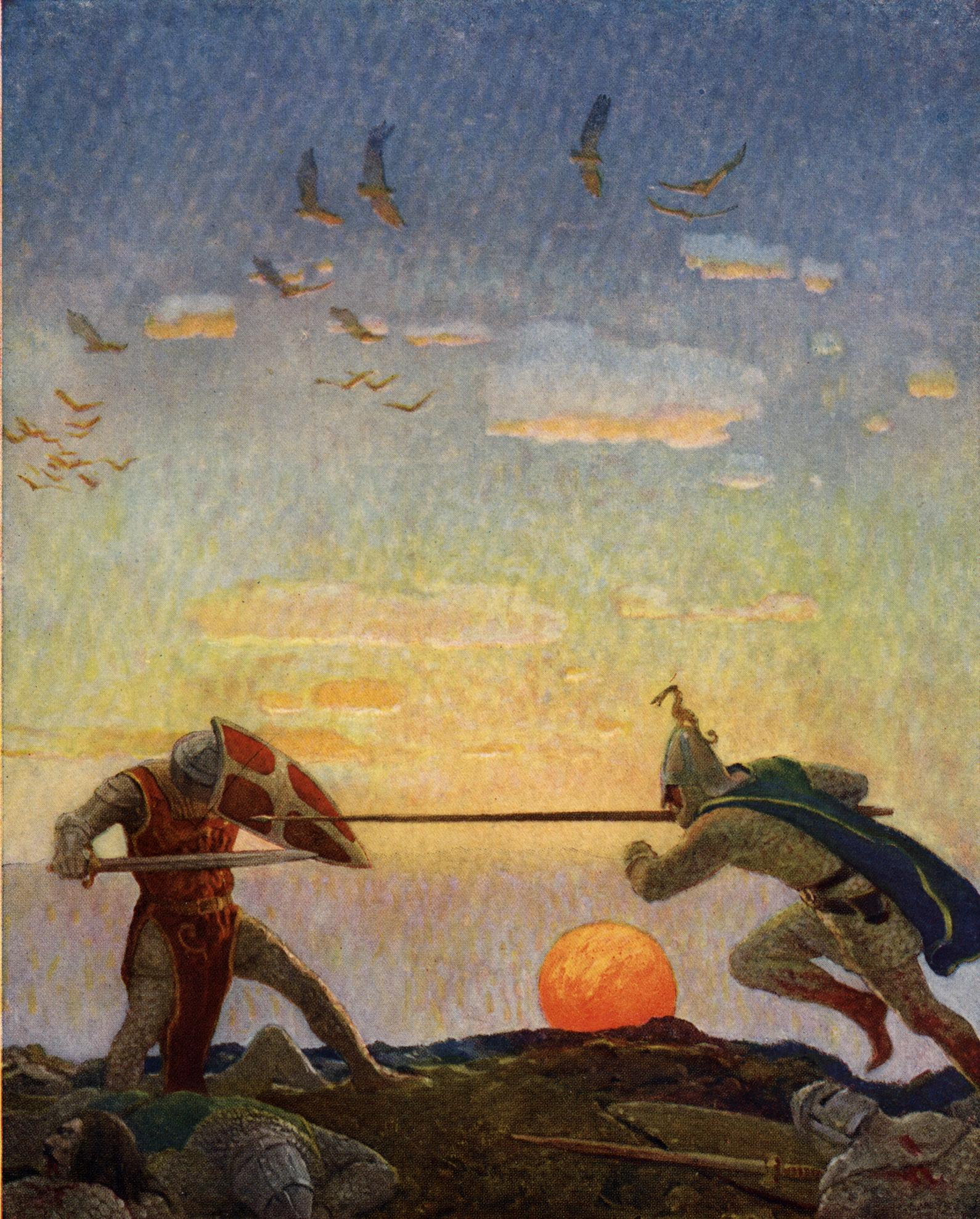
Boj Artuše s Mordredem, N. C. Wyeth 1922

Jméno místa může být odvozeno od keltobritského *Cambo-landa („křivý/zkroucený kout“ nebo „křivý/zkroucený otevřený prostor“), anebo (méně pravděpodobně) *Cambo-glanna („křivý/zkroucený břeh [řeky]“), jak bylo rozpoznáno v názvu římské pevnosti Camboglanna (Castlesteads) v Cumbrii.

## Historicita
Nejstarší zmínkou o bitvě u Camlannu je záznam pro rok 537 v Annales Cambriae z poloviny 10. století: „Střet u Camlannu, v němž padli Artuš a Medraut, a Británii a Irsko obcházela smrt.“ Je to také první zmínka o Medrautovi (později Mordredovi), ale zápis nespecifikuje, zda Medraut a Artuš bojovali na stejné straně, anebo kdo bitvu vyhrál.
Současný anglický lingvista Andrew Breeze to komentuje: „Co se týče Camlannu ve velšských letopisech, považoval R. G. Collingwood (1889–1943) za přesvědčivý Crawfordův názor z roku 1935, že Camlann je Camboglannou na Hadriánově valu.“ V diskuzi o dalších náznacích ukazujících Camlann coby Castlesteads poblíž Carlisle dochází Andrew Breeze k závěru: „Existují všechny důvody k domněnce, že v roce 537, kdy se zdi této pevnosti tyčily do výšky [...], [tam] byl Artuš zabit muži z Rhegedu, britského království s centrem v Penrithu.“ Většina historiků však považuje Artuše a bitvu u Camlannu za legendu. Současný anglický historik Nick Higham tvrdí, že jelikož Camlann není zmíněn v seznamu Artušových bitev v Historia Brittonum z 9. století, byla zdrojem Annales Cambriae pravděpodobně stará velšská elegie nebo nářek nad jiným Artušem, možná oním uvedeným v rodokmenu králů velšského království Dyfed.